# ゲーム・フィールド大賞
ゲーム・フィールド大賞（ゲーム・フィールドたいしょう）とは、ファーイースト・アミューズメント・リサーチ社 (F.E.A.R) が主催するアナログゲームのデザイナーを志すもののための新人賞。特にテーブルトークRPG (TRPG) の新人賞として知られている。2000年に第一回ゲーム・フィールド大賞が始まり、それから年に一度のペースで発表が行われている。

## 概要
ゲーム・フィールド大賞は、TRPG部門、イラスト部門、カード & ボードゲーム部門、スタンダードRPGシステム部門（第九回より）の4部門から成る新人賞である。発表年度の一年前の2月末から発表年度の1月までの期間に募集を行い、第一次審査結果発表が6月、受賞の正式発表が8月に行われる。「大賞」「入選」「準入選」「佳作」の4つの賞がある。
ゲーム部門で「大賞」を受賞した作品は商品化が確約される。また、「入選」や「準入選」でもF.E.A.R.が投稿者を指導してディベロップを行うことで商品化されることがある。「佳作」は商品化まで後一歩というレベルを意味するのでF.E.A.R.が商品化のためにディベロップを行うことはないのが原則のようだが、第一回ゲーム・フィールド大賞のカード & ボードゲーム部門で佳作だった「ピラミッドピラミッド」が商品化されているので、一概に佳作には商品化の可能性がないとは言えない。
イラスト部門の場合は商品化のような特典はないが、結果的にファーイースト・アミューズメント・リサーチ社とのコネが出来るのでプロデビューの足がけになる部分もある。現在のテーブルトークRPGで活躍しているイラストレイターの中にはこのイラスト部門の出身者も多い（しのとうこ、ツジヤスノリ、すがのたすく、安達洋介、いろは楓、笹本ユーリ、渋沢佳奈など）。なお、全ての賞において大賞受賞者には副賞10万円が送られる。

## 受賞リスト

### 第一回（2000年）
- TRPG部門
  - 大賞　　：　該当作なし
  - 入選　　：　異能使い　（平野和盛）
    - 2003年に『異能使い』としてエンターブレインより商品化

  - 準入選　：　ユニバーサル・ガーディアン　（サークルSK）
    - 2001年に『ダブルクロス』としてゲームフィールド社より商品化

  - 佳作　　：　該当作なし
- イラスト部門
  - 大賞　　：　青いかりんとう
  - 入選　　：　該当作なし
  - 準入選　：　該当作なし　
  - 佳作　　：　内藤はづき
- カード＆ボードゲーム部門
  - 大賞　　：　該当作なし
  - 入選　　：　該当作なし
  - 準入選　：　該当作なし　
  - 佳作　　：　砂漠のピラミッド　（荒井由行）

### 第二回（2001年）
- TRPG部門
  - 大賞　　：　該当作なし　
  - 入選　　：　該当作なし
  - 準入選　：　該当作なし
  - 佳作　　：　Fantasy TRPG System Race　（大阪大学RPG研究会）
  - 審査員特別賞　：　クラインエンジン・ザ・スチームパンク　（ILLUSION FACTORY）
- イラスト部門
  - 大賞　　：　しのとうこ（touko改め）
  - 入選　　：　該当作なし
  - 準入選　：　野田良治
  - 佳作　　：　佐々木よしの、巽大晃
- カード＆ボードゲーム部門
  - 大賞　　：　該当作なし
  - 入選　　：　Pyramid Pyramid　（荒井由行）
    - 2004年に『ピラミッドピラミッド』としてホビーベースより商品化

  - 準入選　：　該当作なし
  - 佳作　　：　該当作なし

### 第三回（2002年）
- TRPG部門
  - 大賞　　：　該当作なし
  - 入選　　：　該当作なし
  - 準入選　：　DEFORMATION STRANGER　（伊藤和幸）
  - 佳作　　：　闘神幻魔　（伊藤克己）
- イラスト部門
  - 大賞　　：　該当作なし
  - 入選　　：　ツジヤスノリ
  - 準入選　：　該当作なし
  - 佳作　　：　内藤はづき、UME、真琴、新庄優樹
- カード＆ボードゲーム部門
  - 大賞　　：　該当作なし
  - 入選　　：　該当作なし
  - 準入選　：　該当作なし
  - 佳作　　：　げっちゅ　（みはえる）

### 第四回（2003年）
- TRPG部門
  - 大賞　　：　該当作なし
  - 入選　　：　該当作なし
  - 準入選　：　該当作なし
  - 佳作　　：　OCEANUS･GEODIO　（信川進司）
- イラスト部門
  - 大賞　　：　該当作なし
  - 入選　　：　いろは楓
  - 準入選　：　該当作なし
  - 佳作　　：　土門圭麻、安達洋介、すがのたすく、岩佐やより
- カード＆ボードゲーム部門
  - 大賞　　：　該当作なし
  - 入選　　：　該当作なし
  - 準入選　：　該当作なし
  - 佳作　　：　ディザスティック・プロフェシー　（長谷川基）

### 第五回（2004年）
- TRPG部門
  - 大賞　　：　該当作なし
  - 入選　　：　ファー・フロム・エデン　（聖春太／Project Eden）
  - 準入選　：　異界戦記カオス・フレア （小太刀右京／三輪清宗）
    - 2005年に『異界戦記カオスフレア』として新紀元社より商品化

  - 佳作　　：　レッドカーテン　（信川進司）
- イラスト部門
  - 大賞　　：　該当作なし
  - 入選　　：　菊池亨
  - 準入選　：　該当作なし
  - 佳作　　：　むし、すがのたすく、雄、吉田トオル
- カード＆ボードゲーム部門
  - 大賞　　：　該当作なし
  - 入選　　：　銀水晶の魔女　（みはえる／ILLUSION FACTORY）
  - 準入選　：　該当作なし
  - 佳作　　：　該当作なし

### 第六回（2005年）
- TRPG部門
  - 大賞　　：　該当作なし
  - 入選　　：　該当作なし
  - 準入選　：　該当作なし
  - 佳作　　：　刑事魂弐～Soul Agein～　（しんやすなおき）
  - 佳作　　：　レッドカーテン　（信川進司）
- イラスト部門
  - 大賞　　：　該当作なし
  - 入選　　：　該当作なし
  - 準入選　：　該当作なし
  - 佳作　　：　吉田トオル、森祭、笹本悠里、一撃丸、UME、的場つかさ
- カード＆ボードゲーム部門
  - 大賞　　：　該当作なし
  - 入選　　：　該当作なし
  - 準入選　：　該当作なし
  - 佳作　　：　該当作なし

### 第七回（2006年）
- TRPG部門
  - 大賞　　：　該当作なし
  - 入選　　：　該当作なし
  - 準入選　：　該当作なし
  - 佳作　　：　クラックド・フェアリィ・テイル　（松崎敬介）
  - 佳作　　：　日本神話風TRPG高天原年代記　（江國朋範／Short Line）
- イラスト部門
  - 大賞　　：　該当作なし
  - 入選　　：　望月有紀子、Tomoe
  - 準入選　：　該当作なし
  - 佳作　　：　吉田トオル、有栖川神衣、笹本ユーリ、林啓太、猫猫猫、荒巻勝麻、夢未さくら、森依子
- カード＆ボードゲーム部門
  - 大賞　　：　該当作なし
  - 入選　　：　該当作なし
  - 準入選　：　該当作なし
  - 佳作　　：　該当作なし

### 第八回（2007年）
- TRPG部門
  - 大賞　　：　該当作なし
  - 入選　　：　GUNBLADE　（千葉直貴）
    - 2009年に『ガンメタル・ブレイズ』としてエンターブレインより商品化

  - 準入選　：　該当作なし
  - 佳作　　：　クラックド・フェアリィ・テイル　改　（松崎敬介）
- イラスト部門
  - 大賞　　：　該当作なし
  - 入選　　：　該当作なし
  - 準入選　：　該当作なし
  - 佳作　　：　小笹吾郎、吉田トオル、パンプキンヘッド、森依子、石田英子、翔みなら
- カード＆ボードゲーム部門
  - 大賞　　：　該当作なし
  - 入選　　：　該当作なし
  - 準入選　：　該当作なし
  - 佳作　　：　ドワーフレーシング　（松本輔）

### 第九回（2008年）
- TRPG部門
  - 大賞　　：　該当作なし
  - 入選　　：　該当作なし
  - 準入選　：　該当作なし
  - 佳作　　：　GITEI FR　（鳴門音）
- SRS部門
  - 大賞　　：　該当作なし
  - 入選　　：　該当作なし
  - 準入選　：　該当作なし
  - 佳作　　：　メモリアルオーシャンRPG　（TERU）
- イラスト部門
  - 大賞　　：　該当作なし
  - 入選　　：　吉田トオル
  - 準入選　：　該当作なし
  - 佳作　　：　青空あおい、渋沢佳奈、文塚しげる、小笹吾郎、パンプキンヘッド、前花啓作
- カード＆ボードゲーム部門
  - 大賞　　：　該当作なし
  - 入選　　：　該当作なし
  - 準入選　：　該当作なし
  - 佳作　　：　王様とフレンズ（HAttA/千葉工業大学文化会TRPG研究会）

### 第十回（2009年）
- TRPG部門
  - 大賞　　：　該当作なし
  - 入選　　：　該当作なし
  - 準入選　：　該当作なし
  - 佳作　　：　パッフェルベルの鐘TRPG　（創作サークル『ぱがね』）
- SRS部門
  - 大賞　　：　該当作なし
  - 入選　　：　METALLIC GUADIAN　（林啓太・F田えふ/DiceHead）
  - 準入選　：　該当作なし
  - 佳作　　：　軍事冒険英雄活劇 イカロスハーツ　（倉樫橙人/SRS製作委員会）
- イラスト部門
  - 大賞　　：　該当作なし
  - 入選　　：　hanako
  - 準入選　：　該当作なし
  - 佳作　　：　都築ゆう、RAGI
- カード＆ボードゲーム部門
  - 大賞　　：　該当作なし
  - 入選　　：　家建築ボードゲーム「HOUSE」　（佐藤美博）
  - 準入選　：　該当作なし
  - 佳作　　：　BLOCK&GOAL　（たつろん）
  - 佳作　　：　学校脱出ゲーム　（田仲良輔）
  - 佳作　　：　Lowest Chiken　（松本輔）

### 第十一回（2010年）
- TRPG部門
  - 大賞　　：　該当作なし
  - 入選　　：　該当作なし
  - 準入選　：　Horizon Break　（七味どうがらし/アザーサイド）
  - 佳作　　：　ネクロマンティカ　（松崎啓介）
- SRS部門
  - 大賞　　：　該当作なし
  - 入選　　：　該当作なし
  - 準入選　：　該当作なし
  - 佳作　　：　該当作なし
- イラスト部門
  - 大賞　　：　該当作なし
  - 入選　　：　該当作なし
  - 準入選　：　該当作なし
  - 佳作　　：　RAMM、秋月伊織、Ragi、猫囃子、よねざわまお
- カード＆ボードゲーム部門
  - 大賞　　：　該当作なし
  - 入選　　：　該当作なし
  - 準入選　：　該当作なし
  - 佳作　　：　関ヶ原対戦　（剣はじめ）